# Тужа-Мала (Вармінсько-Мазурське воєводство)
Тужа-Мала (пол. Turza Mała) — село в Польщі, у гміні Плосьниця Дзялдовського повіту Вармінсько-Мазурського воєводства.
Населення — 370 осіб (2011).
У 1975-1998 роках село належало до Цехановського воєводства.

## Демографія
Демографічна структура станом на 31 березня 2011 року:
|          | Загалом | Допрацездатний вік | Працездатний вік | Постпрацездатний вік |
| -------- | ------- | ------------------ | ---------------- | -------------------- |
| Чоловіки | 190     | 36                 | 132              | 22                   |
| Жінки    | 180     | 30                 | 111              | 39                   |
| Разом    | 370     | 66                 | 243              | 61                   |